# 中村哲 (俳優)
中村 哲（、1908年〈明治41年〉9月19日 - 1992年〈平成4年〉8月3日）は、日本の俳優・声楽家。カナダ・バンクーバー出身。
長男は漫画家・漫画原作者の寺島優。

## 来歴・人物
父は日本からの移民で山林業を営んでいた。日系カナダ移民による野球チームであるバンクーバー朝日に所属し本塁打王となるが、肩を壊して退団した。ハイスクール時代から声楽家を目指し、音楽アカデミーに入学。卒業後はバリトン歌手として放送に出演して、リサイタルを開くまでになる。1940年に訪日、日活映画演技研究所に入り、1941年10月に卒業。この間、青山青年会館で開いたリサイタルでオペラ歌手の藤原義江に認められたことから、同年11月、歌舞伎座での藤原歌劇団第14回公演の『カルメン』のエスカミリオ役で出演する。
1942年1月に東宝の専属俳優となり、1943年の『阿片戦争』から脇役として映画出演を始め、1944年にはフィリピン・ロケの大作『あの旗を撃て』に通訳を兼ねて出演。戦後も多くの東宝作品に出演する一方、『東京ファイル212』や『二人の瞳』といった日米合作映画のはしりとなった作品にも登場。個性的な風貌で、様々な役柄を演じた。
1953年に藤原歌劇団の渡米公演に参加した後は映画に専念し、日米合作映画や東宝の特撮映画といった国際的な作品に出演した。1971年の『レッド・サン』では主演の三船敏郎の主君役である日本国大使の坂口備前守を演じ、アラン・ドロンやチャールズ・ブロンソンとも共演している。映画監督の本多猪四郎は、英語のできる日本人の代表として、合作や輸出作などで中村を多く起用した。
フォーク・グループピーター・ポール&マリーの1967年に行われた2回目の来日公演において、会場MCの吹き替えを担当。この模様はライブアルバム「ピーター・ポール&マリー イン・ジャパン」に収録。長く廃盤となっていたが、2012年紙ジャケット仕様にてCD復刻された。
1992年8月3日午前0時47分に心不全の為、東京都清瀬市の病院で死去した。83歳没。

## 出演作品

### 映画
- 阿片戦争（1943年）
- あの旗を撃て コレヒドールの最後（1943年）
- 僕の父さん（1946年） - 市倉先生
- ある夜の殿様（1948年） - 中久保完
- 誰がために金はある（1948年） - 横井
- 愛情診断書（1948年） - 河津繁三
- 幸運の椅子（1948年） - ケンタッキー・ホーム
- 覗かれた足（1951年） - 島村
- 運命（1951年） - 則知
- 恋の蘭燈（1951年） - 大崎芳蔵
- ゲイシャ・ガール（1951年） - テツ・ナカノ
- 東京ファイル212（1952年）　－　大山
- 二人の瞳（1952年）　－　武宮一郎
- 蝶々夫人（1955年） - やまどり
- 芸者小夏　ひとり寝る夜の小夏（1955年） - 竹田
- 黒帶三国志（1956年） - 印東祐一郎
- イカサマ紳士録（1956年） - ジョージ神山
- 地球防衛軍（1957年） - 幸田博士[6][3]
- 東京だョおッ母さん（1957年） - 鉄
- 変身人間シリーズ
  - 美女と液体人間（1958年） - 金と呼ばれる紳士[6]
  - ガス人間第一号（1960年） - 戸部[6]
- 野獣死すべし（1959年） - チャーリー陳
- 双頭の殺人鬼（英語版）（1959年）
- 侍とお姐ちゃん（1960年） - 椿大作
- モスラ（1961年） - ネルソンの部下[1][2]
- 香港の夜（1961年） - 鄭青竜
- ガンバー課長（1961年） - 趙社長
- 五十万人の遺産（1963年） - 東洋人風の男
- 国際秘密警察シリーズ
  - 国際秘密警察 指令第8号（1963年） - ビンホア
  - 国際秘密警察 虎の牙（1964年） - 大牟田
  - 国際秘密警察 鍵の鍵（1965年） - スリタイ
  - 国際秘密警察 絶体絶命（1967年） - ZZZ香港支部長
- 海底軍艦（1963年） - 貨物船船長[6][3]
- 陽のあたる椅子（1965年） - 立野原
- クレージー映画
  - 大冒険（1965年） - アジア地区隊長[7]
  - 日本一のゴリガン男（1966年）
- 緯度0大作戦（1969年） - 岡田博士[1][2]
- ゲゾラ・ガニメ・カメーバ 決戦!南海の大怪獣（1970年） - 祈祷師・オンボ[1][3]
- レッド・サン（1971年） - 坂口備前守
- 日本沈没（1973年） - 国連委員[6]
- ドラゴンを消せ！（1974年） - クマダ
- 華麗なる一族（1974年） - 白川
- 極底探険船ポーラーボーラ（1977年） - 川本博士

### テレビドラマ
- 第7の男 第6話「危険な恋人」（1964年）
- 悪の紋章 第16話・第26話（1965年）
- 土曜日の虎 第7話「黒いドック （後編）」（1966年）
- コメットさん 第33話「いじわる合戦」（1967年） - タイキン教授
- 平四郎危機一発 第11話「燃えた記憶」（1967年）
- バンパイヤ
  - 第13話「消えた王女」
  - 第16話「人間狩り」
  - 第17話「パンク・マシン大作戦」（1969年） - 警視総監
- 東京バイパス指令
  - 第46話「死神の爆走」（1969年）
  - 第52話「スパイは貴方のそばにいる」（1969年）
- 特別機動捜査隊
  - 第432話「コタンの女」（1970年）
  - 第455話「金髪と口紅」（1970年）
- 大江戸捜査網 第1シリーズ 第13話「白い肌の誘惑」（1970年）
- おさな妻 第24話「初めての経験」（1971年）
- 愛の戦士レインボーマン
  - 第3話「レインボー・ダッシュ・7」（1972年）- カリモス
  - 第4話「マカオの殺人ショウ」（1972年） - カリモス
- キイハンター 第247話「食いしん坊ギャング南国道中記」（1972年）
- 太陽にほえろ! 第27話「殺し屋の詩」（1973年）
- ザ☆ゴリラ7 第24話「オホーツクから来た男」（1975年）
- 非情のライセンス 第2シリーズ 第104話「背任」（1976年）- 老マスター

### 吹き替え
- ピノキオ （1940年、ウォルト・ディズニー・カンパニー） - ストロンボリー（※大映上映版）
- シンデレラ （1950年、ウォルト・ディズニー・カンパニー） - 国王
- わんわん物語 （1955年、ウォルト・ディズニー・カンパニー） - トニー（※大映上映版）
- 眠れる森の美女 （1959年、ウォルト・ディズニー・カンパニー） - ヒューバート王（※初公開版）